# Ripuari dialektus

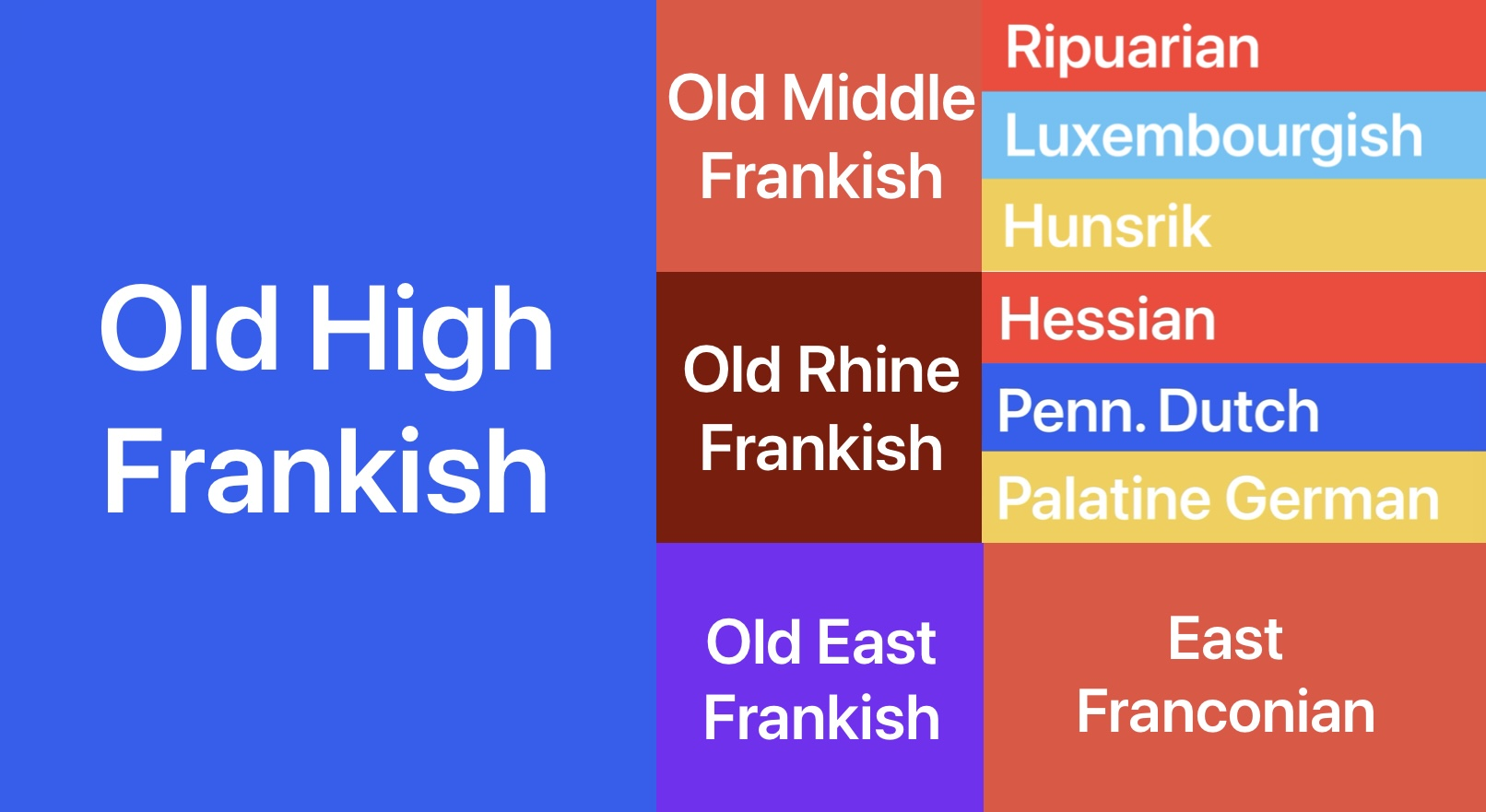
A ripuari nyelv az ófelnémet frank nyelv leszármazottja

A ripuari (a latin ripa 'a part' szóból; németül: Ripuarisch, ripuarische Mundart, ripuarischer Dialekt, ripuarisch-fränkische Mundart, Ribuarisch; hollandul: Ripuarisch, Északközépfrank; más néven,  észak-középfrancia) egy kontinentális nyugatnémet nyelvjáráscsoport. Az aacheni dialektus megegyezik a ripuarival.
A ripuari a rajnai nyelv három nagy nyelvcsoportjának egyike, amelyek között mind térbelileg, mind a Rajna-vidék nyelvjárási kontinuitásában középső helyet foglal el az alsó-rajnai alsó-rajnai nyelv járás között, amely a holland nyelvhez hasonlóan az alsó-frank nyelvcsoporthoz tartozik, és a délre szomszédos moseli frank nyelvjárási terület között, amelyet a ripuari nyelvjárásokhoz hasonlóan néha a nyugat-középnémet nyelvcsoporthoz sorolnak. A ripuari nyelvterület Köln, Bonn és Aachen városok környékét foglalja magában.
Nyelvtörténeti és hangtani szempontból legközelebbi rokona a dél-alfrancia, az észak-belgiumi és a délkelet-holland Limburg tartományban, valamint a németországi Heinsbergtől az Alsó-Rajnáig terjedő keskeny sávban beszélt alsó-alfrancia nyelvváltozat. Hollandiában az Európai Unió Alapokmánya értelmében kisebbségi nyelvként hivatalos státuszt élvez.

## A ripuarit beszélők száma
Körülbelül egymillió ember beszéli a ripuari dialektus valamelyik változatát, ami a terület lakosságának körülbelül egynegyedét teszi ki. A ripuari nyelv mindennapi kommunikációban való elterjedtsége jelentősen változik, ahogyan a ripuari nyelvet beszélők aránya is helyenként eltérő. Egyes helyeken csak néhány idősebb beszélő maradt, míg máshol a ripuari nyelvhasználat a mindennapi életben is elterjedt. Mind a valódi ripuari területen, mind messze a környékén a ripuari nyelvet passzívan értők száma bizonyos mértékig messze meghaladja az aktív beszélők számát.

## Földrajzi vonatkozás
A nyelvhasználók központja a németországi Köln város. A nyelv elterjedése a Közép-Rajna felől érkező síkvidékre való fontos földrajzi átmenetből indul ki. A ripuari nyelvváltozatok rokonságban állnak a németországi Rajna déli részén (Rajna-vidék-Pfalz és Saar-vidék) beszélt moseli frank nyelvekkel, a luxemburgi nyelvvel és a limburgi nyelvvel. A ripuari nyelvek történelmi gyökerei nagyrészt a középfelnémetben gyökereznek, de voltak más hatások is, például a latin, az alnémet, a holland, a francia és a dél-maas-rajnai (limburgi) nyelvek. A nyelvtan számos eleme csak a ripuari nyelvre jellemző, és a többi németországi nyelvben nem létezik.
A vallon közösség, valamint Hollandia hivatalosan elismer néhány ripuari nyelvjárást kisebbségi nyelvként, és az Európai Unió is követi ezt a gyakorlatot.

## Fajtái
A ripuari fajtái a következők:
- Nyugat-ripuari (Westripuarisch), Aachen környékén és egy kis területen Kelet-Belgiumban és Hollandiában.
- Központi ripuari (Zentralripuarisch)
  - Köln városi ripuari (Stadtkölnisch)
  - Köln tartományi ripuari (Landkölnisch)

## Fordítás
Ez a szócikk részben vagy egészben  a   Ripuarian language című angol Wikipédia-szócikk ezen változatának fordításán alapul.  Az eredeti cikk szerkesztőit annak laptörténete sorolja fel. Ez a jelzés csupán a megfogalmazás eredetét és a szerzői jogokat jelzi, nem szolgál a cikkben szereplő információk forrásmegjelöléseként.